# 佛教黃鳳翎中學
佛教黃鳳翎中學（英語：Buddhist Wong Fung Ling College）是一所政府資助男女中學，位於香港銅鑼灣掃桿埔東院道11號，於1959年創校，一條龍小學為佛教黃焯菴小學。

## 歷史

### 創辦及背景
「佛教黃鳳翎中學」原名佛教黃鳳翎紀念中學，改名原因是黃鳳翎居士當時仍然在生，使用紀念二字不合常理，為第一所由香港佛教聯合會主辦之政府津貼中學。於佛曆2500年（公曆1956年）蒙王學仁居士徵得黃鳳翎居士慨捐鉅款作為部份建校經費，因此中小學分別以黃鳳翎居士及黃焯菴居士（黃鳳翎之弟）命名。又蒙羅文錦爵士鼎力支持，獲當局撥地，助款及核准為津貼中學。參與籌劃建校者為覺光法師、陳靜濤、黃允畋、馮公夏（页面存档备份，存于）、林楞真諸居士，歷時三載而黌宇建成。1959年9月正式開課，首任校監為陳靜濤居士，校長為黃國芳居士。陳校監於1967年2月生西後，黃允畋副會長接掌校監職務。黃校長於1969年8月任滿榮休，繼任者為孫寶元居士，1980年8月，孫校長亦告榮休，接任者為李梅裳女士。李梅裳女士於1984年8月辭去校長職位，接任者為陳柏年居士。陳校長於1994年8月移民，接任者為丘瑞昌居士。現任校長為李偉盛居士，於2012年接任。1997年8月黃允畋校監生西，其空缺由永惺法師接任，後永惺法師因健康問題辭去校監一職，2005年4月由演慈法師接任。

### 教學發展
高中課程分文理科班，中四及中五於近年新增一些商科課程（例如：企業會計與財務概論、經濟）。
2009年9月開始實施新高中課程，把課程改變為三年初中、三年高中課程。除了提供中國語文、英國語文、數學以及通識教育4個必修科目外，還提供數學延伸部分單元(M1/M2)、中國歷史、生物、地理、物理、經濟、宗教與倫理、歷史、企業會計與財務概論、資訊及通訊科技、視覺藝術、化學共11個選修科目供學生從中選擇2個選修科。

## 校訓
「明智顯悲」
「明」通曉、昭示、彰顯、啟發和破除黑暗的意思；

「智」慧根、聰明、識略。佛教所指的智是建築在正知正見之上，也就是對因果法則和緣起道理的正確了解。

「顯」揭露、表現、指出的意思。

「悲」拔除他人痛苦的心願、行為，是應該建築在「親同感受」和「不分你我」的見解上。
明智（明平等智）
明白一切眾生的佛性是一樣的，等無差別的，只要去除我見及執著自能啟發智慧，明白事理。
顯悲（顯同體悲）
見別人有所匱乏或備受痛苦，都感同身受，因而興起要為人拔除困苦之心，常恒不捨。

## 辦學宗旨
學校秉承「明智顯悲」的校訓，致力培養學生德、智、體、群、美、靈六面的均衡發展，使學生日後成為敬佛愛眾、明禮知恥、盡責守規的好公民，並能一生不斷自學、思考和創新，為社會、國家和世界作出貢獻。

## 校舍
校舍位於香港銅鑼灣掃桿埔（與小學相連），靠山而建，被樹木包圍，環境清幽寧靜。附近有香港大球場，南華體育會，東華東院，聖保祿醫院，維多利亞公園及香港中央圖書館。
校舍早期的設施有限 （當時只有12間課室，實驗室、地理室等），禮堂與操場均與小學共用。
1976年，學校向政府申請校舍旁邊的土地作擴校之用。1983年8月獲批土地興建新校舍，建築工程於1985年10月展開，當時預計在 1988年6月完工。但可惜完成日期一再延遲，給學校帶來課室不足的問題。幾經挫折，新翼校舍於 1988年12月22日正式落成。新翼校舍樓高9層，並與舊校舍相連接，除了二樓作佛教悉達幼稚園之新校舍（由洛克道搬至）及八樓作佛教聯合會青少年中心外，其餘均作中學作擴校用途，成為一所標準中學。
1999年，為了讓學生在更舒適環境下學習，經過募捐活動後，所有課室均安裝空調設備。
2003年進行第二次擴建工程，經過兩年多時間，為於學校正中，操場旁邊的第三座校舍終於於2006年落成啟用，並於2006年3月6日舉行啟用典禮。
2017年， 在何海基校友的鼎力支持下，學校報恩堂(舊禮堂)得以進行修繕工程，加裝冷氣及改善各種設備。
近年，由於出生率偏低問題，二樓之佛教悉達幼稚園亦終告結業，樓層重修後亦歸入中學之用。
現時校舍共三座，以「日」字形排列，當中設備包括課室共29間，包括多媒體音樂室、美術室、圖書館、化學實驗室、生物實驗室、物理實驗室、綜合科學實驗室、電腦室、 多媒體學習室 2 間、語言訓練室、學生活動中心、英文閣、學生閱讀中心、西樂室、中樂室、電視製作轉播中心、互動教學室、禮堂、報恩堂、籃球場、小食部及飯堂、STEM 資源中心、有機耕種、校史室、禪修室等。

## 校徽

舊校徽
現時校徽（1998始用）

## 班級架構
- 中一、中二、中三、中四、中五、中六:五班

## 課外活動
按學術、興趣、服務與環保、體藝及宗教等範疇設立50個學會或校隊。
學術類：
| - 中文學會 - 英文學會 |  | - 數學會 - 理學會 |  | - 歷史學會 - 普通話社 |  | - 美術學會 - 電腦學會 |  | - 地理及經濟學會 - 音樂學會 |  | - 讀書會 - 文學社 |  | - 辯論學會 |

服務類：
| - 男童軍 - 女童軍 |  | - 紅十字會 - 公益少年團 |  | - 義工隊 - 展翎社 |

興趣類：
| - 棋藝學會 - 集郵社服務 |  | - 妙韻社 - 模型會 |  | - 園藝組 - 吉他班 |  | - 青年獎勵計劃 - 校園記者隊 |

藝術類：
| - 中文朗誦隊 - 英文朗誦隊 |  | - 合唱隊 - 銀樂隊 |  | - 中樂隊 - 舞蹈隊 |  | - 戲劇社 - 音樂創作聯盟 |

體育類：
| - 田徑隊 - 足球隊（男子） |  | - 籃球隊（男子） - 籃球隊（女子） |  | - 排球隊（女子） |  | - 乒乓球隊 - 羽毛球隊 |

導師班：
| - 樂器班 - 素描班 |  | - 空手道班 - 跆拳道班 |  | - 魔術班 - 日語班 |  | - 設計班 - 多元智能課程 |

## 校園電視台
媒體創新組（MIU）於2003年9月成立，而媒體創新組的其中一項工作，便是創作校內多媒體資訊節目，於校園電視台頻道，即「秒秒電台」（Channel MIU）中轉播。
媒體製作部份，包括籌備、劇本、導演、燈光、拍攝等工作，主要是由學校「校園記者隊」的同學負責。

## 軼事
2012年10月6日，香港佛教聯合會在該校禮堂對10月1日南丫島撞船事件的罹難者進行超渡儀式。
2010年9月28日，學校最佳教師司徒鵬主任被控非禮女學生，罪名成立，入獄10個月。

## 著名/傑出校友
- 何秀蘭，JP（1970年中五）：前立法會議員（香港島）[3]
- 馬家輝：香港城市大學中國文化中心助理主任、專欄作家、文化評論學者[4]
- 陳幼堅（1969年中五）：香港著名平面及室內設計師[5]
- 張國榮（1968年至1969年中一）：香港歌手兼演員[6]
- 施浩豐（百無禁忌）：香港男作家
- 鄧旭鏘：歌手兼形體表演家
- 張顏承：著名Apex 英雄馬槍俠
- 譚廣濂（1962年中五）：前美國飛利浦亞洲區航運總裁、香港海外交通史學會會長、香港總商會中小型企業委員會前副主席[7]
- 徐玉娟：前庫務署署長
- 張寶欣（2009年中三）：「big big channel最受歡迎香港小姐」
- 林奕華：香港著名編劇[6]
- 黃龍德， JP：香港著名會計師
- 楊振耀：香港資深傳媒人[註 1]
- 伍甄琪（2005年中五）：香港商業電台節目主持
- 黃集芬（1965年中五）：前佛教黃焯菴小學校長[8][9]
- 黃鎮南：香港律師、優質教育基金督導委員會主席、行政長官卓越教學獎督導委員會主席;、學術及職業資歷評審上訴委員會主席[10]
- 何海基：南豐中國行政總裁、豐資源（南豐資源）行政總裁[10]
- 傅浩堅（1964年中五）：香港浸會大學協理副校長、體育及運動科學講座教授[11]
- 徐贊生（1964年中五）：前香港聖公會東九龍教區主教[11]
- 吳冬生（1967年中五）：前香港大學工程學院院長兼教授[12]
- 洪熾排（1963年中五）：前食物環境衛生署助理署長、前房屋及規劃地政局首席助理局長（地政）、2005年銅紫荊星章得主[13]
- 徐明烱（1963年中五）：前香港城市大學製造工程及工程管理學系系主任及講座教授[13]
- 簡可圖：＜全民造星V＞ 參賽者、舞者及演員

## 外部連結
- 佛教黃鳳翎中學 （页面存档备份，存于）

22°16′34″N 114°11′25″E / 22.275982°N 114.190298°E